# Eilert Tantzen

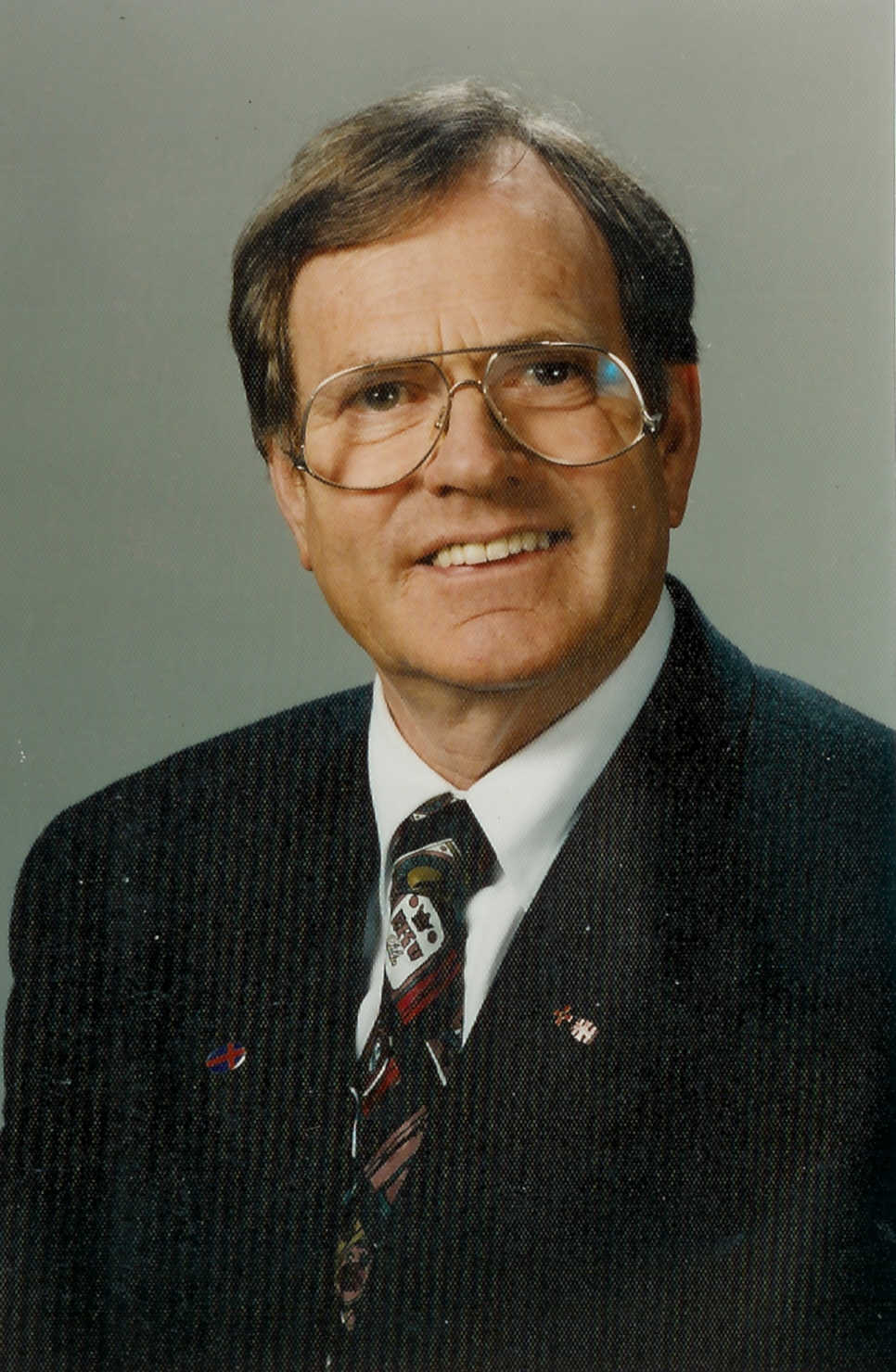
Eilert Tantzen, 1992

Ernst Eilert Eckart Tantzen (* 22. Oktober 1929 in Marsow; † 16. August 2012 in Sage) war ein deutscher Forstmann, Genealoge, Heimatforscher, Naturschützer und niedersächsischer Lokalpolitiker (FDP).
Einen Namen machte er sich neben seinem politischen Engagement vorrangig mit der Erforschung und Aufarbeitung der Forstgeschichte des Landes Oldenburg im Deutschen Reich.

## Leben

### Berufliche Laufbahn
Eilert Tantzen entstammte einem alten friesischen Häuptlings- und Bauerngeschlecht aus dem Jever-, Stedinger und Butjadinger Land. Er war das dritte Kind von Ernst Albrecht Tantzen (1902–1975) und dessen erster Frau Martha Mathilde, geborene Giese (1901–1958). Sein Vater war von 1927 bis 1935 Bauer auf dem Friesenhof in Marsow und danach Bauer und Ziegeleibesitzer in Blexen. Eilert Tantzen war ein Enkel des ersten und letzten liberalen Ministerpräsidenten des Freistaates/Landes Oldenburg, Theodor Tantzen, und Großcousin des Philosophen Karl Jaspers. Seine Kinder- und Schulzeit verbrachte er in Blexen, Nordenham und Niesky, wo er während des Zweiten Weltkriegs das Zinzendorf-Pädagogium zu Niesky der Herrnhuter Brüdergemeine besuchte. Diese Jahre in der waldreichen Oberlausitz begründeten seine Liebe zum Wald und weckten in ihm den Wunsch, Forstmann zu werden. Im April 1947 trat er in den niedersächsischen gehobenen Forstdienst ein und absolvierte eine insgesamt sechsjährige Ausbildung, die er mit der Zuerkennung des Hochschulgrades Diplom-Ingenieur und der Revierförsterprüfung abschloss.

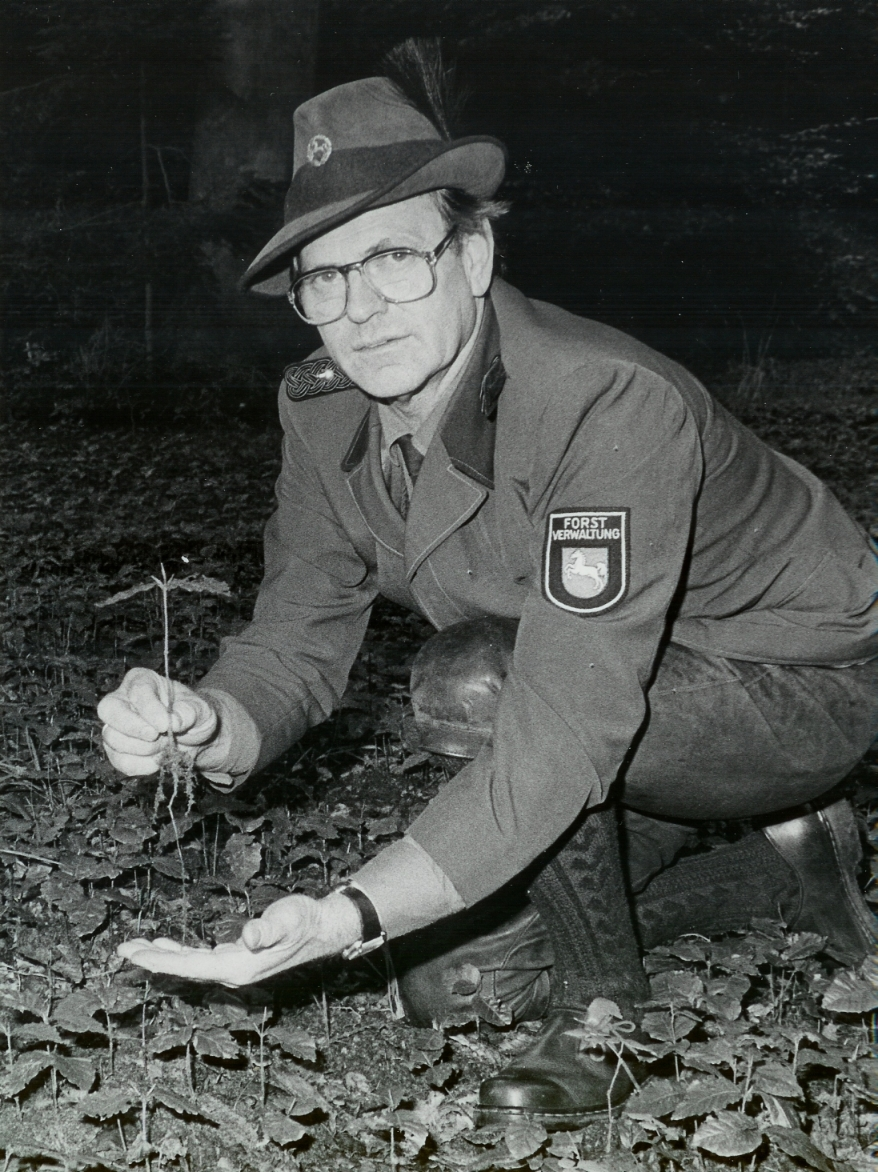
Forstamtmann Eilert Tantzen leitete von 1966 bis 1987 die Revierförsterei Hatten. Dort zeigt er im Oktober 1984 eine von ihm vorbereitete Buchen-Naturverjüngung.

Bis zur Pensionierung 1994 war Tantzen dann fast 42 Jahre lang in verschiedenen Positionen innerhalb der niedersächsischen Forstverwaltung vornehmlich im Oldenburger Land tätig, darunter zweieinhalb Jahre als Hilfsarbeiter bei Forsteinrichtungsarbeiten, ein Jahr als Leiter des Jugendwaldheimes „Walter Freist“ in Zorge/Südharz, sieben Jahre Mitarbeiter bei der Forsteinrichtung in Niedersachsen, drei Jahre Büroleiter und 25 Jahre als Revierleiter. Von 1966 bis 1987 leitete er die Revierförsterei Hatten. Zuletzt war Tantzen als Forstoberamtsrat drei Jahre lang als Dezernent für forstliche Rahmenplanung beim Niedersächsischen Forstplanungsamt Wolfenbüttel tätig.
Er war 1948 Gründungsmitglied des Bundes Deutscher Forstmänner (heute Bund Deutscher Forstleute BDF) und von 1966 bis 1976 Vorsitzender des Bezirksverbandes Weser-Ems und stellvertretender Vorsitzender des Bezirkspersonalrats der Forstverwaltung Oldenburg.

### Forstgeschichtliche und genealogische Untersuchungen
Sein Interesse an der Forstgeschichte wurde geweckt, als Eilert Tantzen an der Erarbeitung mehrerer Forstamtschroniken im Oldenburger Raum mitwirkte. Aus seinen eigenen Nachforschungen entstand dann 1962 die Abhandlung Lebensbilder der leitenden Forstbeamten Oldenburgs und Abriss der Entwicklung des oldenburgischen Forstwesens von 1600 bis 1960, die als Band 5 in der Schriftenreihe Aus dem Walde der niedersächsischen Landesforstverwaltung erschien. Als Ergänzung dazu ist die im Jahr 2000 als Band 53 der Reihe „Aus dem Walde“ veröffentlichte Oldenburgische Försterchronik 1650–1950 zu sehen, die auch die ehemals oldenburgischen Landesteile Lübeck (1773–1937) und Birkenfeld (1817–1937) mit einbezog. Mit diesen beiden Darstellungen, die auch von wissenschaftlicher Seite viel Anerkennung erfuhren, schloss Tantzen wesentliche Lücken in der Aufarbeitung der Forstgeschichte Niedersachsens. Seine Erkenntnisse flossen beispielsweise in Walter Kremsers umfassende Darstellung Niedersächsische Forstgeschichte. Eine integrierte Kulturgeschichte des nordwestdeutschen Forstwesens (1990) ein.
Bereits in den 1960er Jahren begann er zudem eine Gesamtdarstellung der Aufforstung der Heiden und Öden durch die oldenburgische Staatsforstverwaltung im 19. Jahrhundert. „Diese Arbeit wurde jedoch durch den verheerenden Orkan vom 13. November 1972, der innerhalb von wenigen Stunden im Oldenburger Land fast die gesamten, noch im Wachstum befindlichen Nadelholzbestände aus dieser Epoche dem Erdboden gleichmachte, zum Ruhen gebracht. Dieses hat den Verfasser so getroffen, daß er die Arbeit daran, bis auf weitere Quellensammlung, einstellte“, schrieb er dazu noch im Jahr 2000. 2004 nahm Tantzen den Faden jedoch wieder auf und legte als Ergebnis Ende 2008 eine doch umfangreichere Arbeit unter dem Titel Die Wiederbewaldung von Heiden und Öden durch die Oldenburgische Staatsforstverwaltung im 19. Jahrhundert. Ein Beitrag zur Niedersächsischen Wald- und Forstgeschichte vor. Das Buch erschien als 57. Band der Reihe Aus dem Walde und ist Hans-Jürgen Otto gewidmet. Wie Tantzen bei der offiziellen Vorstellung sagte, soll es seine „letzte große Arbeit“ sein, einige kleinere Themen habe er aber noch in petto.
Über die Jahre veröffentlichte Tantzen zudem in verschiedenen Publikationsorganen zahlreiche Beiträge zur Heimat-, Forst-, Wald- und Naturschutzgeschichte des Oldenburger Raumes sowie zur Familiengeschichte Tantzen. Höhepunkt dieser genealogischen Untersuchungen von Tantzen, der von 1995 bis zu seinem Tode 2012 Vorsitzender des 1921 gegründeten „Familienverbands Hergen Tantzen e. V.“ und Verwahrer des Familienarchivs Tantzen ist, war die umfangreiche Darstellung 700 Jahre Chronik der Familie Tantzen. 1300–2000 (1997).

### Ehrenamtliches und politisches Engagement
Eilert Tantzen engagierte sich auch vielfach ehrenamtlich. So betätigte er sich von 1969 bis 1993 als ehrenamtlicher Richter beim Verwaltungsgericht Oldenburg und war von 1970 bis 1979 Mitglied des Kirchenrates der evangelisch-lutherischen Kirchengemeinde Hatten. Die Freiburger Thesen des liberalen Vordenkers und späteren Innenministers Werner Maihofer veranlassten ihn 1972, Mitglied der FDP zu werden. Auch ist er seitdem kommunal- und umweltpolitisch aktiv. Er war langjähriger Vorsitzender des von ihm 1972 gegründeten Ortsverbandes Hatten und von 1976 bis 1996 auch des Bezirksverbandes Oldenburg der FDP, die ihm beide zwischenzeitlich den Ehrenvorsitz antrugen. Den FDP-Ortsverband Hatten hat Tantzen – nicht zuletzt mit den Themen Natur- und Umweltschutz – stark geprägt. Im 40. Jahr seines Bestehens, 2012, zählte er mit rund 100 Mitgliedern zu den größten Ortsvereinen der Liberalen in Deutschland.

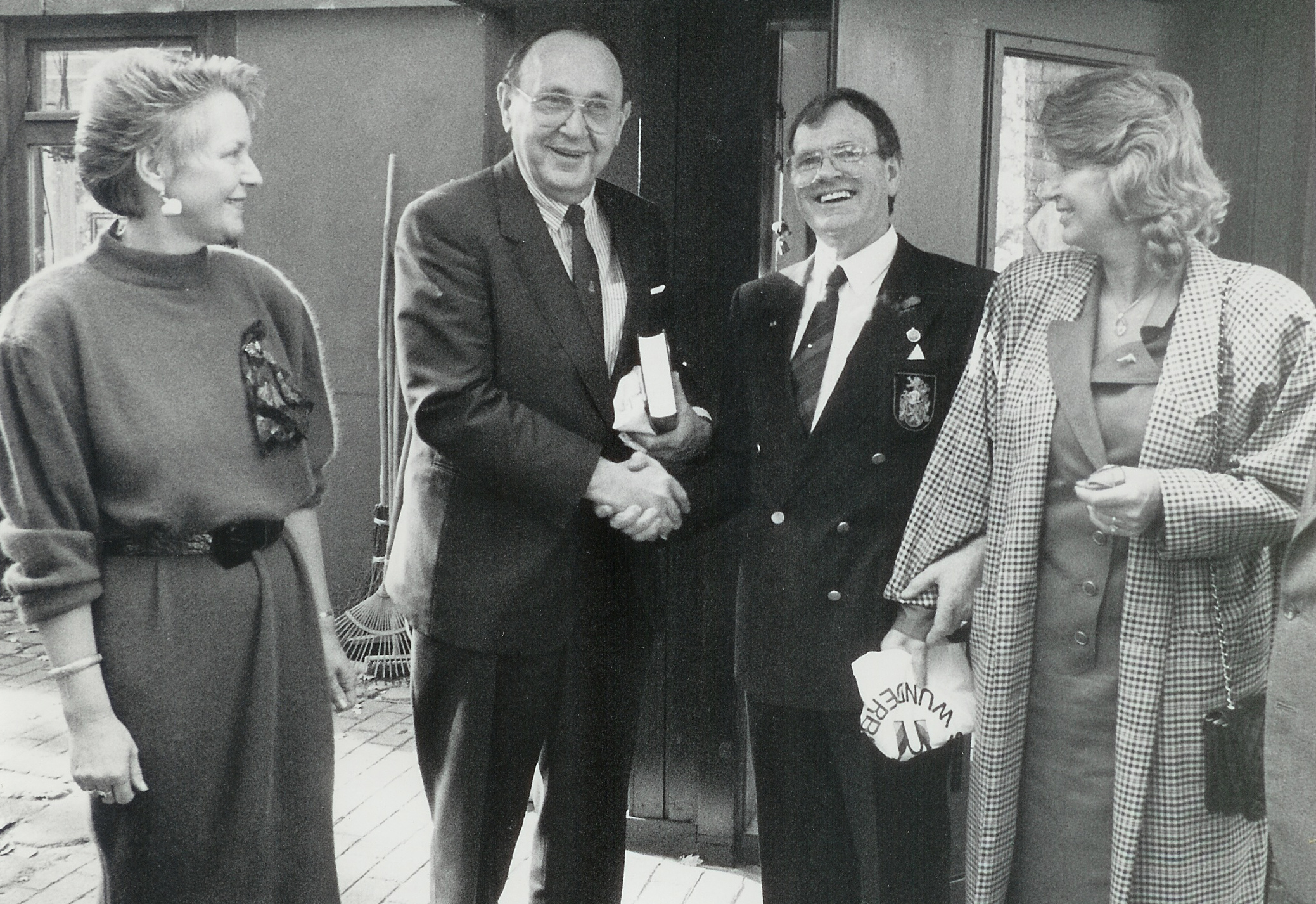
Hans-Dietrich Genscher (2. v. l.) und seine Frau Barbara (r.) gratulieren Eilert Tantzen – hier mit seiner Frau Jutta (l.) – am 22. Oktober 1989 vor der „Villa Hügel“ in Sage zu dessen 60. Geburtstag.

Tantzen gehörte bis 1994 dem Kreisvorstand Oldenburg-Land und bis 1996 auch dem Landesvorstand der niedersächsischen Liberalen, zeitweise als deren stellvertretender Landesvorsitzender an. Über zwei Jahrzehnte war er Landes- und Bundesparteitagsdelegierter der FDP, kurzzeitig war er auch Delegierter des Kongresses der Europäischen Liberalen (ELDR). Eine langjährige Freundschaft verband ihn mit Hans-Dietrich Genscher. In seiner Ansprache zum 60. Geburtstag am 22. Oktober 1989 von Eilert Tantzen bezeichnete Genscher ihn als das „umweltpolitische Gewissen der F.D.P.“.
In den 1970er und 80er Jahren galt Tantzen daher sowohl auf Landes-, als auch auf Bundesebene für seine Partei als ministrabel, stellte sein Leben aber trotz vieler Angebote lieber in den Dienst für die Politik vor Ort im Oldenburger Land. Er begründete dies später so:

„Ich habe meine Wurzeln im Oldenburger Land. Ich wollte nicht unter einer Käseglocke in Bonn oder Berlin sitzen. In der großen Politik geht so viel von den Menschen verloren.“

Eilert Tantzen gehörte von 1972 bis 1982 dem Rat der Gemeinde Hatten an und war Beigeordneter sowie von 1976 bis 1982 Bürgermeister dieser Gemeinde. Im Kreistag des Landkreises Oldenburg, dem er von 1972 bis 1996 angehörte, betätigte er sich mehr als zwei Jahrzehnte als Vorsitzender der FDP-Kreistagsfraktion und des von ihm 1974 initiierten Kreisumweltausschusses, dem er ab 1996 bis 2006 mit beratender Stimme angehörte. Als einer seiner weiteren politischen Erfolge gilt die Organisation der politischen Mehrheit im Kreistag für die Verlegung des Kreissitzes nach Wildeshausen. Eilert Tantzen war zudem mehr als 30 Jahre lang im Landesfachausschuss Umwelt der niedersächsischen FDP aktiv. Sein Parteifreund Walter Hirche bezeichnete ihn denn auch einmal als „liberales Urgestein“. Der FDP-Bundesvorsitzende Guido Westerwelle schrieb ihm zu seinem 80. Geburtstag: „Du hast über viele Jahre die FDP im Oldenburger Land maßgeblich geprägt und bist auch heute noch ein ausgesprochen treuer Begleiter unserer Arbeit.“
Von 1984 bis 1996 war Eilert Tantzen Mitglied des Verbandsausschusses des Landeselektrizitätsverbandes (LEV) und von 1988 bis 1996 Aufsichtsratsmitglied der EWE. Von 1977 bis 1996 war er zudem Mitglied der Verbandsversammlung des Oldenburgisch-Ostfriesischen Wasserverbandes (OOWV) und gehörte von 1989 bis 2006 deren Vorstand an, zeitweise als stellvertretender Verbandsvorsteher. In dieser Funktion gelang es ihm mit seinem forstlichen Wissen um die Bedeutung des Waldes für den Wasserhaushalt entscheidend mit darauf hinzuwirken, dass die Trinkwasservorkommen in den Geestgebieten des Oldenburger Raumes dauerhaft geschützt wurden. Dies geschah dadurch, dass bis zum Jahr 2007 rund 2500 Hektar private, zumeist intensiv genutzte landwirtschaftliche Ackerländereien in den Wasserschutzgebieten vom OOWV sichergestellt und diese an die Niedersächsische Landesforstverwaltung/Landesforsten mit der Verpflichtung, sie mit naturnahem, grundwasserschonenden Wald zu bestocken, kostenlos weitergegeben wurden.

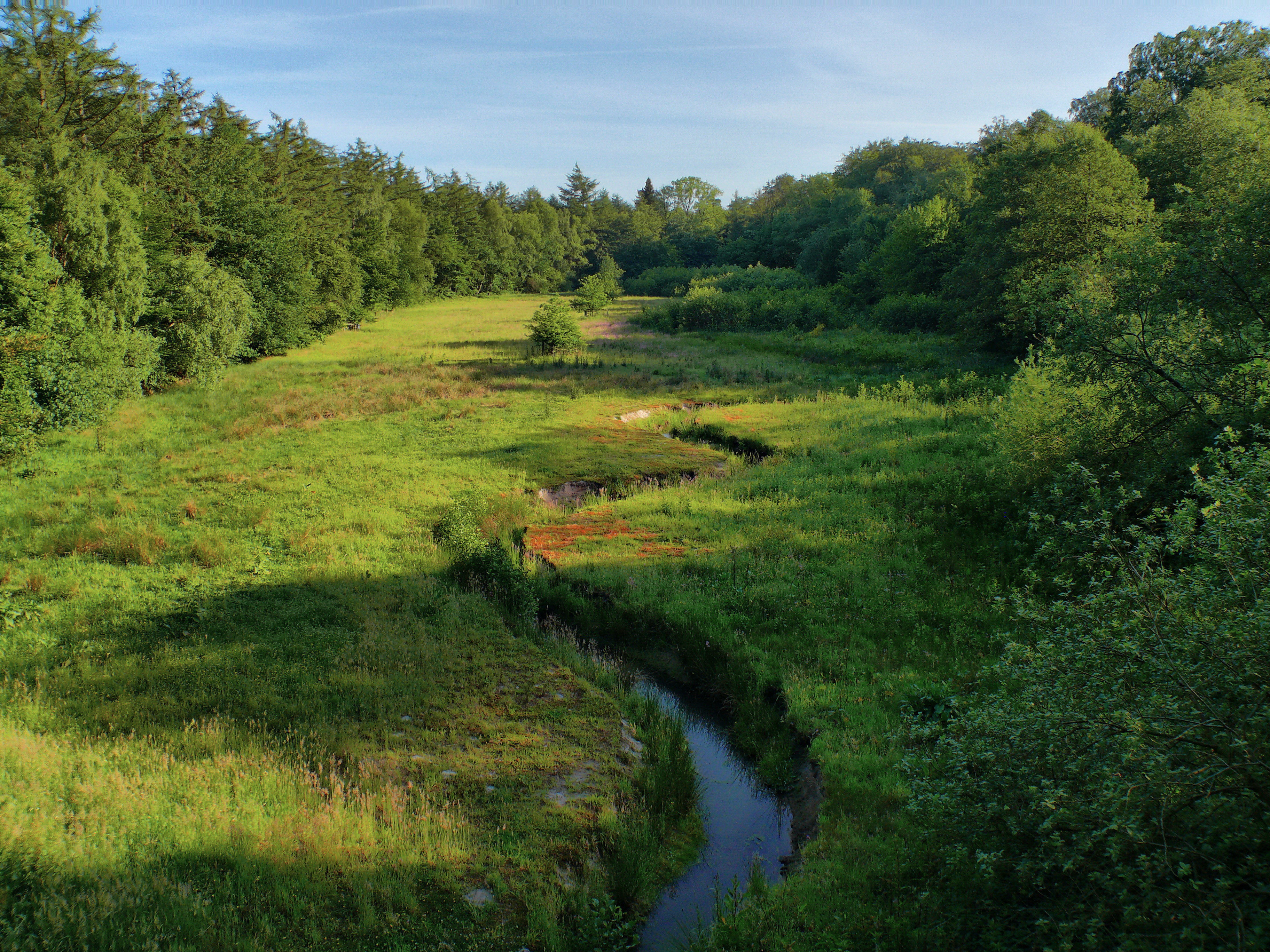
Die Revitalisierung und Renaturierung der Brookbäke im Hasbruch geht wesentlich auf den Einsatz Eilert Tantzens zurück.

Dem Schutz des Waldes dient auch eine Naturschutzstiftung, die der Landkreis Oldenburg 1991 auf Betreiben Tantzens ins Leben rief und deren Kuratoriums-Vorsitzender der Forstmann von 1991 bis 2006 war. Die Naturschutzstiftung Landkreis Oldenburg will vor allem den Privatwald fördern, wobei Wert darauf gelegt wird, dass Waldränder möglichst naturnah gestaltet, alte Laubholzbestände erhalten sowie in den Wald einmündende, verbaute Tieflandbäche (Almswegwasserzug, Brookbäke/Hasbruch) renaturiert werden. Die Revitalisierung der Kimmer Brookbäke kann dabei als Tantzens naturschützerisches Lebenswerk angesehen werden. Bis zuletzt mischte er sich in umweltpolitische Debatten ein. So bezog er noch Anfang 2012 Stellung gegen die geplante neunte Elbvertiefung.
Als Naturschützer betreute und kartierte er zudem unter anderem die Graureiherkolonie im Naturschutzgebiet „Hatter Holz“, deren Geschichte er 1999 unter dem Titel 100 Jahre Graureiherkolonie Hatten zusammenfasste. Zum 100-jährigen Bestehen der Staatlichen Teichwirtschaft Ahlhorn im Jahr 2006 verfasste er einen im Jahrbuch für das Oldenburger Münsterland 2006 abgedruckten Bericht unter dem Titel Teichwirtschaft Ahlhorn, ein von Menschenhand geschaffenes Naturparadies. Als Jäger gehörte er mehr als 63 Jahre lang dem Deutschen Jagdschutz-Verband (DJV) an und war Mitglied des Hegerings Großenkneten.
Eilert Tantzen war zudem 1974 Mitbegründer der Oldenburgischen Landschaft, gehörte von 1992 bis 1997 deren Vorstand und danach dem Beirat an. Seit 1963 war er Mitglied des Oldenburger Landesvereins für Geschichte, Natur und Heimatkunde sowie der Oldenburgischen Gesellschaft für Familienkunde. Seit 1999 gehörte Eilert Tantzen dem Vorstand des im gleichen Jahr gegründeten Regionalverbands Nordwest Hunte Regio an, der sich schwerpunktmäßig mit der Hunte und deren Einzugsgebiet befasst.
Im Jahr 2004 machte Tantzen gegen die von der niedersächsischen Landesregierung unter dem damaligen Ministerpräsident Christian Wulff (CDU) geplante Schließung des Forstamtes Hasbruch bei Hude mobil. Die Reformpläne der Landesregierung – insgesamt 19 Forstämter in Niedersachsen sollten aufgelöst werden – würden letzten Endes zu Lasten der vom „Gemeinwohl her nicht hoch genug zu bewertenden Wohlfahrtswirkungen des Waldes für die Bevölkerung“ gehen, so seine Befürchtung. Der frühere Forstoberamtsrat kritisierte: „Der Profit beim Holzverkauf ist den Verantwortlichen wichtiger als die Beziehung des Menschen zum Wald.“ Allein schon wegen der Bedeutung der Waldgebiete dieser Region und speziell des Hasbruchs müsse das „traditionsreichste Forstamt im Hasbruch“ erhalten bleiben. Sein Einsatz hatte jedoch letztlich keinen Erfolg: Das Forstamt wurde aufgelöst, das denkmalgeschützte, älteste oldenburgische Forstdienstgebäude 2006 öffentlich meistbietend verkauft.
Von Erfolg gekrönt war indes der Einsatz regionaler Politiker für den Erhalt alter Bermen, an dem sich auch Tantzen beteiligt hatte. Niedersachsens Wirtschafts- und Verkehrsminister Walter Hirche sicherte dem Ehrenvorsitzenden der Bezirks-FDP in einem Gespräch im Juli 2008 zu, dass das Land Niedersachsen den Verkauf der mit Bäumen bewachsenen Straßenbermen an allen ehemaligen oldenburgischen Staatsstraßen stoppt. Die Seitenareale der ehemaligen Staatschaussee gelten als prägendes Element der oldenburgischen Kulturlandschaft und als kulturhistorisch bedeutsam.
Das Credo für all seine politischen Aktivitäten hatte Tantzen dabei dem seinem forstlichen Berufsstand eigenen Nachhaltigkeitsprinzip entlehnt: „Nicht immer nur von heute auf morgen denken, sondern die Probleme langfristig angehen.“
Für sein jahrzehntelanges naturschützerisches, soziales und politisches Engagement erhielt Eilert Tantzen zahlreiche Auszeichnungen – darunter 1987 das Bundesverdienstkreuz am Bande und 1993 das Niedersächsische Landesverdienstkreuz I. Klasse. Tantzen habe sich um das Land Niedersachsen und das Oldenburger Land Verdienste in „kaleidoskopischer Bandbreite“ erworben, wie Forstminister Karl-Heinz Funke bei der Überreichung der letztgenannten Auszeichnung hervorhob.
Bei der Feier des 80. Geburtstages von Eilert Tantzen im Jahr 2009 meinte Funke zudem in Anspielung auf die bekannte Hartnäckigkeit des FDP-Politikers bei ihm wichtigen Angelegenheiten, wenn man jemandem den Begriff der Nachhaltigkeit zuordnen könne, dann sei das Tantzen: „Wenn er etwas will, dann kann man sich dem nicht entziehen, dann bleibt er nachhaltig.“ Anlässlich des 80. Geburtstags gab es für Tantzen zudem weitere Würdigungen. So ehrte ihn die Oldenburgische Landschaft für seine Verdienste um das Oldenburger Land mit ihrer höchsten Auszeichnung, der Landschaftsmedaille. Thomas Hellmold stellte aus gleichem Anlass zu Charakter und Lebensleistung von Eilert Tantzen in der Nordwest-Zeitung fest: „Einen wie ihn hat das politische Leben im Oldenburger Land der Nachkriegszeit nie wieder generiert.“

### Privatleben
Eilert Tantzen war von 1957 bis 1984 in erster Ehe mit Anne-Dore Pilz verheiratet und Vater zweier Kinder. Nach der Scheidung heiratete er 1984 die Lehrerin Jutta Angelika Huneke. Er lebte in dem Bauerndorf Sage in der Gemeinde Großenkneten, wo er mit seiner Frau Jutta die in die Landschaft der Sager Schweiz eingebettete „Villa Hügel“ bewohnte.
Seit Juli 1995 war er aufgrund einer Tumor-Erkrankung halbseitig gelähmt und benutzte einen Rollstuhl. Forstoberamtsrat a. D. Eilert Tantzen starb am 16. August 2012 im Alter von 82 Jahren.

## Ehrungen
- 1984: Wappenteller des Landkreises Oldenburg
- 1986: Theodor-Heuss-Medaille der FDP
- 1987: Bundesverdienstkreuz am Bande[18]
- 1988 und 2009: Wappenteller der Gemeinde Hatten
- 1993: Niedersächsischer Verdienstorden (Verdienstkreuz I. Klasse)
- 1998: Umweltpreis der Niedersächsischen Stiftung Natur
- 2003: Ehrenpreis der Niedersächsischen Umweltstiftung für sein mehr als drei Jahrzehnte währendes Engagement im Umweltschutz und für sein Lebenswerk
- 2006: Ehrung durch den Landkreis Oldenburg für die 1991 im Kreistag durchgesetzte Initiative zur Gründung einer Naturschutzstiftung, deren Kuratoriumsvorsitzender er über 15 Jahre war
- 2009: Landschaftsmedaille der Oldenburgischen Landschaft für seine Verdienste um das Oldenburger Land
- 2012: Ehrenmedaille des FDP-Landesverbands Niedersachsen[19]

Eilert Tantzen war zudem Ehrenvorsitzender des FDP-Ortsverbandes Hatten und des FDP-Bezirksverbandes Oldenburg sowie Ehrenmitglied des Hegerings Großenkneten.

## Schriften
- Lebensbilder der leitenden Forstbeamten Oldenburgs und Abriß der Entwicklung des oldenburgischen Forstwesens von 1600 bis 1960. Aus dem Walde (Heft 5), Hannover 1962.
- Stammliste der Familie Tantzen. 1300–1971, Heft 5 der Beiträge zur Geschichte der Familie Tantzen. In: Oldenburgische Familienkunde, Jahrgang 14, Heft 1/2, Oldenburg 1972.
- Gewinnung von Buchensaatgut. In: Aus dem Walde (Band 41), Hannover 1987.
- 700 Jahre Chronik der Familie Tantzen. 1300–2000. Isensee, Oldenburg 1997, ISBN 3-89598-425-6.
- Oldenburgische Försterchronik 1650–1950. Einschließlich der ehemals oldenburgischen Landesteile Lübeck (1773–1937) und Birkenfeld (1817–1937). Aus dem Walde (Band 53). Isensee, Oldenburg 2000, ISBN 3-89598-753-0.
- 100 Jahre Graureiherkolonie Hatten. In: Oldenburger Jahrbuch 1999 (Band 99). Herausgegeben vom Oldenburger Landesverein für Geschichte, Natur und Heimatkunde e. V., Oldenburg 1999, S. 287–306.
- Abschied von dem historischen Forstamtsdienstgehöft Hasbruch. In: Beiträge der Oldenburgischen Landschaft zur Kulturgeschichte (Band 1), Oldenburg 2006, S. 8–21.
- 100 Jahre „Ahlhorner Fischteiche“. In: Jahrbuch für das Oldenburger Münsterland 2006, herausgegeben vom Heimatbund für das Oldenburger Münsterland. Cloppenburg 2006, S. 267–285.
- Die Wiederbewaldung von Heiden und Öden durch die Oldenburgische Staatsforstverwaltung im 19. Jahrhundert. Ein Beitrag zur Niedersächsischen Wald- und Forstgeschichte, Aus dem Walde (Band 57), Oldenburg 2008, ISBN 978-3-89995-582-8.
- zusammen mit Rudolf Giese: Die Geschichte der Familie Giese, Burghasungen und Oldenburg 2008
- Die historischen Forst-/Wald-Bermen an den ehemaligen Staats-Chausseen im Oldenburger Land. In: Oldenburger Jahrbuch 2009 (Band 109), herausgegeben vom Oldenburger Landesverein für Geschichte, Natur- und Heimatkunde e. V., Oldenburg 2009, S. 313–329.
- Genealogische Nachrichten über die ostfriesische Familie Fischer. In: Quellen und Forschungen zur Ostfriesischen Familien- und Wappenkunde, 58. Jahrgang, Heft 4/2009, S. 45–84 (Langfassung unter dem Titel Die Geschichte der ostfriesischen Familie Fischer. Selbstverlag, Sage 2009).
- Der Schwei-Seefeld-Blexer Zweig/Der Langwardener-Waddenser Zweig etc. Heft 6 der Schriftenreihe Beiträge zur Geschichte der Familie Tantzen. Unter Verwendung älterer Veröffentlichungen von Richard Tantzen aus dem Jahr 1955. Selbstverlag des Familienverbands Hergen Tantzen, Sage 2009.
- Stammliste der Familie Tantzen 1300–2010. Heft 7 der Schriftenreihe Beiträge zur Geschichte der Familie Tantzen. (Unter Mitarbeit von Almut und Wilhelm Große-Nobis.) Selbstverlag des Familienverbands Hergen Tantzen, s. l. 2011.

## Nachlass
Der Nachlass von Eilert Tantzen befindet sich im Niedersächsischen Landesarchiv, Standort Oldenburg und kann dort unter den Bedingungen des Niedersächsischen Archivgesetzes eingesehen werden.